# Jak básníci čekají na zázrak
Jak básníci čekají na zázrak es una película de comedia checa de 2016 dirigida por Dušan Klein y escrita por Ladislav Pecháček. Es la sexta y última película de la "hexalogía de los poetas", el título está precedido por Jak svět přichází o básníky (1982), Jak básníci přicházejí o iluze (1985), Jak básníkům chutná život (1988), Konec básníků v Čechách ( 1993) y Jak básníci neztrácejí naději (2004). La película está protagonizada por Pavel Kříž y David Matásek como dos amigos de toda la vida, ahora en la cincuentena y todavía en busca del amor y el trabajo perfecto, y ahora también lidiando con un niño.

## Sinopsis
La esposa de Štěpán, Anička, de quien se enamoró en la última película, murió y lo dejó como un padre soltero e hipocondríaco de 50 años. Sus dos amigos cercanos, Kendy y Karas, lo ayudan a criar a su hijo, Štěpán Jr. Kendy ha decidido que ha terminado de dirigir comerciales; en cambio, quiere intentar hacer un largometraje. Štěpán trabaja como subjefe de la sala del hospital y pelea constantemente con Vendulka, la nueva directora. Su atractiva vecina, Zuzana, fotógrafa, se convierte en su nuevo interés amoroso.

## Reparto y personajes
- Pavel Kříž como Štěpán Šafránek
- David Matásek como Kendy
- Filip Antonio como Štěpán Šafránek Jr.
- Lukáš Vaculík como Karas
- Linda Rybová como Zuzana
- Emily Laura Hassmannová como Vanesa / Eva Rybářová
- Josef Somr como Prof. Ječmen
- Eva Jeníčková como Vendulka
- Denisa Nesvačilová como Majka
- Tereza Brodská como Ute
- Eva Holubová como Enfermera jefe Vojtěcha
- Nela Boudová como Maestra de escuela, novia de Karas
- Miroslav Táborský como Hanousek
- Kateřina Táborská como Hanousková
- Pavel Zedníček como Pisařík
- Martin Kraus como Pisařík Jr.
- Oldřich Navrátil como Nádeníček
- Václav Svoboda como Venoš Pastyřík
- Tomáš Töpfer como Dr. Sahulák
- František Ringo Čech como Salvavidas Bouchal
- Markéta Hrubešová como Ivetka
- Henrieta Hornácková como Asistente Vycpálková
- Jiří Strach como Portero del hotel
- Jiří Lábus como Anciano
- Rudolf Hrušínský Jr. como Anciano
- Josef Abrhám de Anciano
- Libuše Švormová como Enfermera
- Leoš Mareš como Médico